# Berthierite
La berthierite (simbolo IMA: Btr) è un minerale del gruppo omonimo appartenente alla famiglia dei "solfuri e solfosali" con composizione chimica FeSb2S4.

## Etimologia e storia
La berthierite è stata nominata in questo modo nel 1827 da Wilhelm Karl Ritter von Haidinger in onore di Pierre Berthier (1782 - 1861), chimico e mineralogista francese presso l'École nationale supérieure des mines de Paris, e anche ispettore delle miniere durante la sua carriera. Ha dato il nome a numerose specie tra cui chamosite, franklinite, halloysite e nontronite; é noto per i suoi studi sulla bauxite.
A Berthier è stato dedicato anche il minerale berthierine.

## Classificazione
La classica nona edizione della sistematica dei minerali di Strunz, aggiornata dall'Associazione Mineralogica Internazionale (IMA) fino al 2009, elenca la berthierite nella classe "2. Solfuri e solfosali" e nella sottoclasse "2.H Solfosali di archetipo SnS"; questa viene più finemente suddivisa in base alla composizione del minerale, in modo tale che la berthierite possa essere trovata nella sezione "2.HA Con Cu, Ag, Fe (senza Pb)" dove insieme a clerite e garavellite forma il sistema nº 2.HA.20.
Tale classificazione viene mantenuta anche nell'edizione successiva, proseguita dal database "mindat.org" e chiamata Classificazione Strunz-mindat, nella quale la berthierite, oltre ai minerali già citati, è in compagnia anche della graţianite.
Nella Sistematica dei lapis (Lapis-Systematik) di Stefan Weiß la berthierite si trova nella classe "solfuri e solfosali (solfuri, seleniuri, tellururi, arseniuri, antimoniuri, bismutidi)" e nella sottoclasse dei "solfosali (S : As,Sb,Bi = x)"; qui è nella sezione dei "solfosali con predominanza di ferro/rame (x=2,0-1,6)" dove insieme a clerite, graţianite e garavellite forma il sistema nº II/E.01.
Anche la classificazione dei minerali secondo Dana, usata principalmente nel mondo anglosassone, sistema la berthierite nella famiglia dei "solfuri e solfosali"; qui è nella classe dei "solfosali" e nella sottoclasse dei "solfosali con rapporto z/y = 2 e composizione (A+)i(A2+)j[ByCz], A = metalli, B = semimetalli, C = non metalli" dove forma il "gruppo della galenobismutite" insieme a galenobismutite, sakharovaite, garavellite e klerite.

## Abito cristallino
La berthierite cristallizza nel sistema ortorombico nel gruppo spaziale Pnam con i parametri reticolari a = 11,44 Å, b = 14,12 Å e c = 3,76 Å, oltre ad avere 4 unità di formula per cella unitaria.

## Origine e giacitura
La berthierite si forma nelle vene idrotermali di antimonio a bassa temperatura, in porzioni carenti di zolfo; la paragenesi è con arsenopirite, barite, calcite, pirite, quarzo e stibnite.
La berthierite è stata trovata in diversi siti e miniere sparsi per il mondo, ma in scarse quantità. In Italia si ricordano Courmayeur (Val d'Aosta); San Nazzaro Val Cavargna, Vendrogno, Sondalo e Cadegliano-Viconago (Lombardia); Valprato Soana (Piemonte); diverse miniere della Sardegna, tra le quali la miniera di "Masaloni" e "Giovanni Bonu" presso San Vito; presso Mala, frazione di Sant'Orsola Terme (Trentino-Alta Adige); Gavorrano, Scansano e Pomarance (Toscana).
Altri siti europei sono, sempre per citarne alcuni, sono Karlsøy e Hitra (Norvegia); Mértola, Mirandela e Penafiel (Portogallo); molti siti in Slovacchia, Germania e Francia.
Fuori dall'Europa la berthierite è stata trovata in Georgia, Indonesia, Stati Uniti, Giappone, Kazakistan e Kirghizistan.

## Forma in cui si presenta in natura
La berthierite forma cristalli prismatici allungati e striati parallelamente a [001], con dimensioni fino a 1 cm, tipicamente non terminati, ma anche cristalli fibrosi, piumosi o radiali, con dimensione fino a 6 cm, oppure granulari o massicci.
I cristalli opachi hanno la lucentezza metallica e colore grigio acciaio scuro, spesso con macchie iridescenti; il colore del loro striscio sulla mattonella di prova è grigio-marroncino scuro.

## Caratteristiche fisico-chimiche
Il minerale è un buon conduttore di corrente elettrica. Fonde davanti al cannello a soffiatura e fondendo dà piccole sferule debolmente magnetiche; è solubile in acido nitrico (HNO3), acido cloridrico (HCl) e acqua regia.